# Martina Sáblíková
Martina Sáblíková (* 27. května 1987 Nové Město na Moravě) je česká rychlobruslařka specializující se na dlouhé tratě 3000 a 5000 m. Je trojnásobnou olympijskou vítězkou, mnohonásobnou mistryní světa a Evropy, držitelkou několika světových rekordů. Několikrát také vyhrála mistrovství České republiky v rychlobruslení.
V dětství hrávala basketbal, k rychlobruslení ji v 11 letech přivedl trenér Petr Novák, jehož svěřenkyní je doposud. Na mezinárodní scéně působí od jara 2002, kdy se poprvé zúčastnila mistrovství světa juniorů. Na podzim téhož roku zajela první závody Světového poháru; do jeho elitní divize se začala prosazovat v roce 2004. Přelomem v její kariéře se stala sezóna 2005/2006, kdy se zúčastnila Zimních olympijských her v Turíně (zde na trati 5000 m skončila čtvrtá) a na mistrovství světa juniorů získala stříbrnou medaili. Od roku 2007 její sbírka medailí výrazně narostla – z mistrovství Evropy si postupně přivezla pět zlatých, tři stříbrné a čtyři bronzové, na mistrovstvích světa na jednotlivých tratích vybojovala šestnáct zlatých, sedm stříbrných a čtyři bronzové, na mistrovstvích světa ve víceboji pět zlatých, dvě stříbrné a jednu bronzovou. Na Zimních olympijských hrách ve Vancouveru zvítězila na tratích 3 a 5 km, v závodě na 1500 m byla třetí. Pro další olympijskou medaili, stříbrnou, si dobruslila na distanci 3000 m na Zimních hrách v Soči a o několik dní později obhájila olympijské zlato v nejdelším, pětikilometrovém závodě. Jeden cenný kov přidala na ZOH 2018 v Pchjongčchangu, kde na trati 5000 m vybojovala stříbro, a na ZOH 2022 v Pekingu, kde na stejné distanci získala bronzovou medaili. V sezónách 2006/2007–2016/2017 vládla ve Světovém poháru závodům na 3 a 5 km, jejichž celkové hodnocení jedenáctkrát po sobě vyhrála. Další dvě prvenství přidala, po jednoleté přestávce, v ročnících 2018/2019 a 2019/2020.
Úspěchů také dosáhla ve svém doplňkovém sportu, silniční cyklistice. Má více než 15 medailí z mistrovství České republiky, v roce 2007 získala bronzovou medaili v časovce na mistrovství Evropy do 23 let.
V letech 2007, 2009 a 2010 byla vyhlášena českým Sportovcem roku, roku 2010 získala rychlobruslařskou cenu Oscara Mathisena. V roce 2017 byla oceněna českým státním vyznamenáním – Medailí Za zásluhy.

## Raná léta a studium
Narodila se 27. května 1987 v Novém Městě na Moravě, od narození žije s rodinou ve Žďáru nad Sázavou. Její matka Eva pracovala jako účetní pro Petra Nováka, díky čemuž se dostala k rychlobruslení. Otec Milan naopak hrával basketbal, s nímž jako dítě začínala. Její mladší bratr Milan se rovněž věnoval rychlobruslení pod trenérem Novákem. Rodiče jsou rozvedení, rozešli se ještě před rokem 2010. Z otcova dalšího vztahu má dva polorodé sourozence, dvojčata Martina a Barboru (narozeni 2010), kteří se oba také věnují rychlobruslení.
Navštěvovala Základní školu Švermova (4. ZŠ) ve Žďáru nad Sázavou. Vystudovala Gymnázium Vincence Makovského v Novém Městě na Moravě se sportovním zaměřením. Běžné čtyřleté studium si díky vedení školy rozložila do sedmi let a v červnu 2009 úspěšně odmaturovala. V roce 2012 studovala na soukromé Vysoké škole tělesné výchovy a sportu Palestra v Praze.

## Rychlobruslařská kariéra

### Začátky a první reprezentační závody
Sportu se věnuje od dětství. Zprvu hrála basketbal v klubu BK Žďár nad Sázavou, od roku 1998 se začala věnovat rychlobruslení. Tehdy se trenér Petr Novák dohodl s několika rodiči na založení vlastního Bruslařského klubu Žďár, z něhož se později vyvinul pozdější Novákův NOVIS Team. Jeho svěřenkyní se stala v 11 letech, její matka Eva spravovala pro Novákovu manželku účetnictví. Společně s dalšími dětmi (celkem jich bylo 20) začala trénovat, jak v zimě na ledě dráhy ve Svratce, tak i v létě na kole a na kolečkových bruslích. Pomohly také netradiční Novákovy metody, například speciální prkno, na němž se svým mladším bratrem Milanem trénovala doma v bytě (klouzání z jedné strany k druhé).
V březnu 2002 se poprvé zúčastnila Mistrovství světa v rychlobruslení juniorů, které se konalo na otevřené dráze v italském Klobensteinu. V mini-čtyřboji zde skončila na 36. místě (z 50 závodnic). Společně s Marcelou Kramárovou a Lucií Haselbergerovou jela také ve stíhacím závodě družstev, v němž skončily poslední, dvanácté.
Od sezóny 2002/2003 působí ve Světovém poháru. Poprvé se představila na závodech 15.–17. listopadu 2002 v německém Erfurtu, kde odjela všechny závody čtyřboje a skončila na celkovém 36. místě.
Prvního seniorského mistrovství se zúčastnila v lednu 2003, když se v nizozemském Heerenveenu konalo Mistrovství Evropy. Sáblíková zde ale odjela pouze první závod na 500 m, k ostatním nenastoupila. V této sezóně byla ještě na juniorském světovém šampionátu (34. místo) a na finále Světového poháru.
V sezóně 2003/2004 závodila nadále v divizi B Světového poháru, zúčastnila se také seniorského Mistrovství Evropy (20. místo) a juniorského Mistrovství světa (23. místo). Ve finále Světového poháru v únoru 2004 ale již startovala v elitní divizi v závodě na 3 km (18. místo), na trati 5000 m skončila v divizi B třetí. Její úspěšnost na dlouhých tratích se potvrdila i na seniorském světovém šampionátu v březnu téhož roku, kde skončila šestnáctá (3 km), respektive dvanáctá (5 km).
V následující sezóně potvrdila své zlepšující se výkony na dlouhých tratích. Na 3 km již pravidelně startovala v elitní skupině Světového poháru, na trati 5000 m skončila na Mistrovství světa na sedmé příčce.

### Od sezóny 2005/2006 do Zimních olympijských her ve Vancouveru

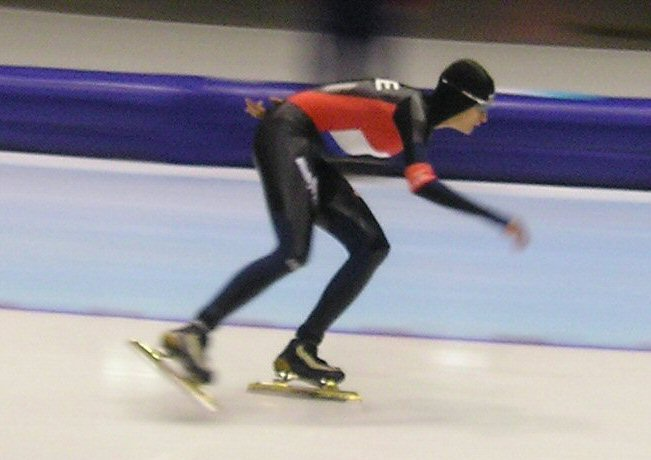
Martina Sáblíková; 2006

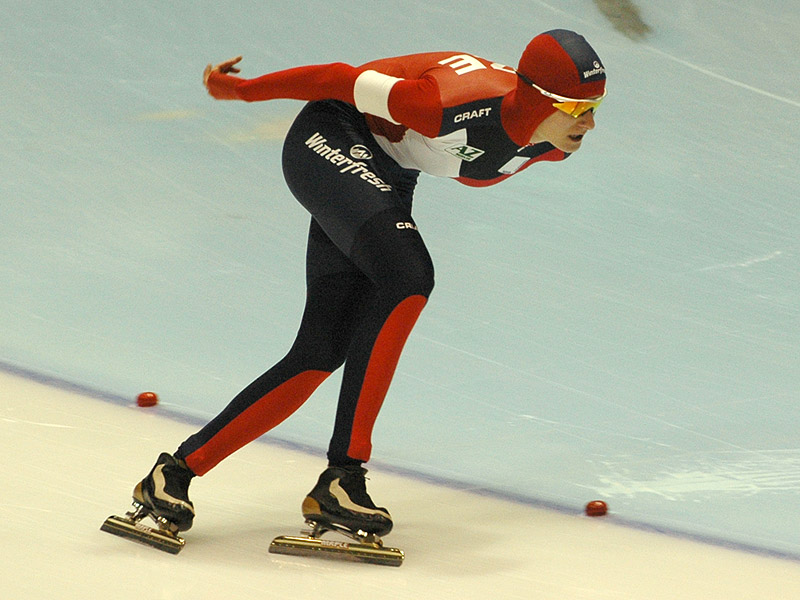
Martina Sáblíková v roce 2007

Přelomovým obdobím se pro ni stala sezóna 2005/2006. V závodech Světového poháru se na dlouhých tratích pravidelně umísťovala v první desítce. Na Mistrovství Evropy 2006 skončila ve víceboji na čtvrtém místě, přičemž pětikilometrovou trať zajela ze všech závodnic nejrychleji a na dráze 3000 m skončila třetí. V únoru 2006 se ve svých 18 letech poprvé zúčastnila Zimních olympijských her, k medailím ale měla velmi blízko: v závodě na 3 km byla sedmá, na 5 km čtvrtá. Svoji první medaili vybojovala Sáblíková o měsíc později na juniorském světovém šampionátu, kde skončila na druhé příčce. V průběhu této sezóny rovněž zajela několik světových juniorských rekordů, jejichž držitelkou je doposud.
Po turínském úspěchu se začaly objevovat návrhy na postavení rychlobruslařské haly v Česku. Byla zmiňována místa jako Pardubice, Praha, Brno či Žďár nad Sázavou. Podle posledních plánů měl ovál vyrůst ve Velkém Oseku, kam se v roce 2009 Sáblíková i trenér Novák přestěhovali. Projekt však byl dlouho odkládán, až nové vedení obce zvolené v roce 2010 jej zcela zastavilo.
V sezóně 2006/2007 již ovládla Světový pohár na dlouhých tratích, zvítězila ve třech z šesti závodů a v celkovém hodnocení jej vyhrála. Přišly ještě další úspěchy: získala zlatou medaili na Mistrovství Evropy a dvě medaile z téhož kovu na Mistrovství světa na tratích 3 a 5 kilometrů. V březnu 2007 navíc překonala seniorské světové rekordy na tratích 5 a 10 kilometrů.

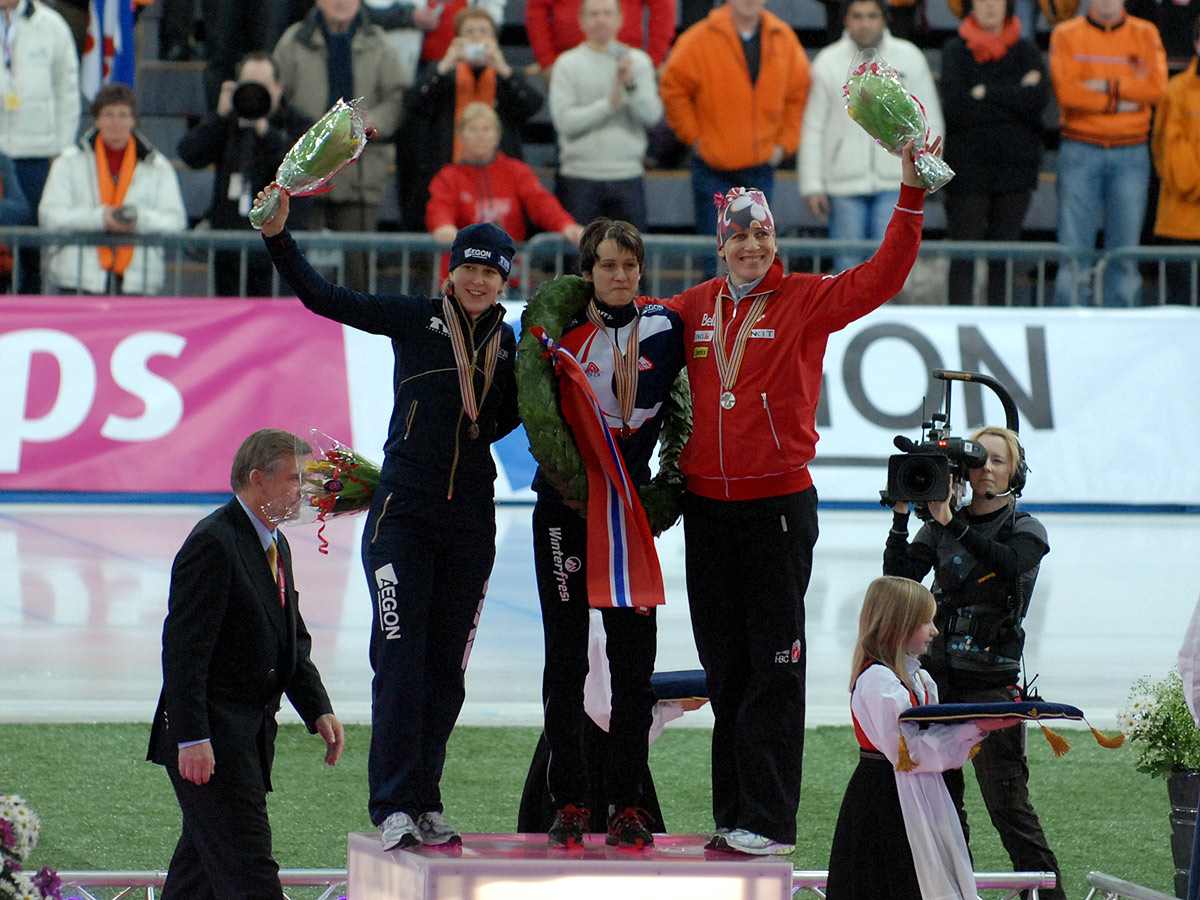
Medailistky z Mistrovství světa 2009 ve víceboji. Zleva:
Ireen Wüstová (bronz)
Martina Sáblíková (zlato)
Kristina Grovesová (stříbro).

„Medailová sbírka“ pokračovala i v následujících letech. Kromě předních umístění na dlouhých tratích v rámci Světového poháru a mistrovství světa (zlatá medaile na 5000 m v letech 2008 a 2009 a stříbrná na 3000 m v roce 2009) získala i další medaile na mistrovství Evropy ve víceboji (2008 a 2009 bronzovou, 2010 zlatou). V sezóně 2008/2009 díky vítězství v posledním závodu Světového poháru vyhrálo družstvo ve složení Sáblíková – Jirků – Erbanová celkové hodnocení soutěže ve stíhacím závodě týmů. V únoru 2009 poprvé zvítězila na Mistrovství světa ve víceboji, čímž se stala pro ten rok nejvšestrannější rychlobruslařkou světa. V sezóně 2009/2010 se navíc několikrát objevila na předních příčkách i na trati 1500 m, kde se dosud příliš neprosazovala a v celkovém pořadí skončila na této distanci na třetím místě.
Dvakrát zvítězila také na příležitostných mistrovstvích České republiky – v ročnících 2007 (nádrž Pilská u Žďáru nad Sázavou) a 2008, kdy se šampionát konal na rybníku Černý nedaleko Hlinska.

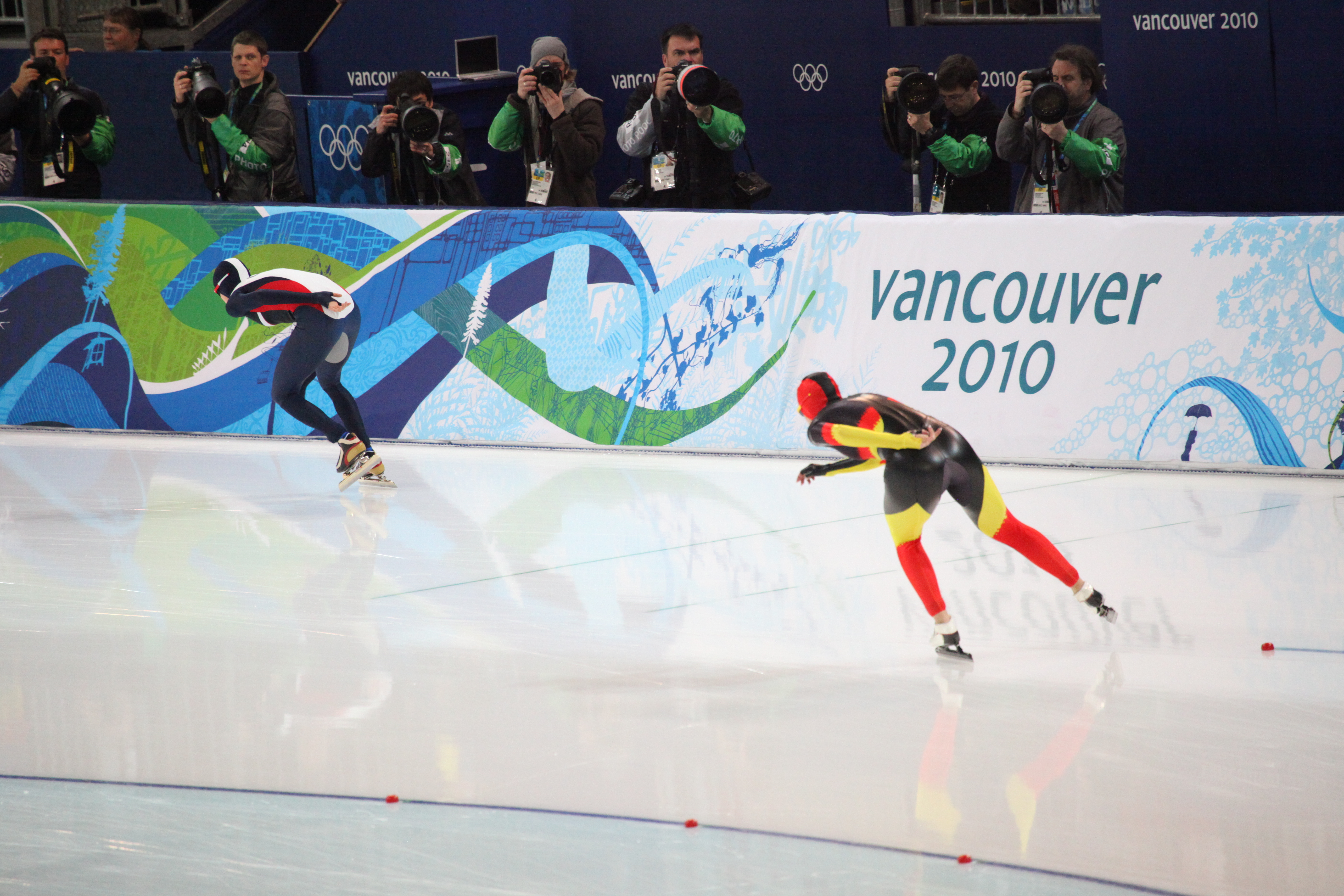
Sáblíková (vlevo) v závodu na 5 km s Danielou Anschützovou-Thomsovou na ZOH 2010

Všechny tyto výsledky ale byly důvodem pro očekávání fanoušků i odborníků na Zimních olympijských hrách 2010 ve Vancouveru. Na tuto akci se postupně připravovala od prosince 2009, nejprve doma, následně v Itálii v Klobensteinu a nakonec i v kanadském Calgary. I přes tento tlak ve Vancouveru hned první závod zvládla a na trati 3000 m, kde patřila k několika možným favoritkám (v sezóně 2009/2010 ji na této distanci několikrát porazila Stephanie Beckertová), získala zlatou medaili. V závodě na 1500 m, i přesto, že nepatřila k největším adeptkám na cenný kov, získala bronzovou medaili. Na poslední trati 5000 m, na které byla Sáblíková několik let suverénní, byla nejočekávanější favoritkou, situaci ale rychlými časy zkomplikovaly Hughesová a Beckertová. Přesto česká závodnice v poslední jízdě vybojovala ve Vancouveru druhou zlatou medaili. Se ziskem dvou zlatých a jedné bronzové olympijské medaile se tak stala nejúspěšnější českou sportovkyní v historii ZOH a Jacques Rogge, předseda MOV, ji označil za „královnou rychlobruslení s elegantním stylem“. Krátce po olympijských hrách se také prosadila ve finále Světového poháru a nakonec i na Mistrovství světa ve víceboji, kde obhájila zlatou medaili z předchozího šampionátu.

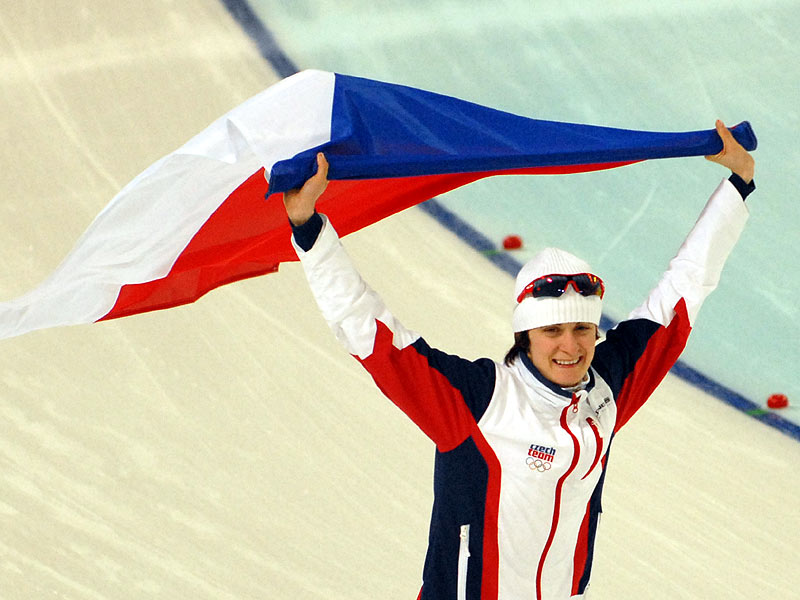
Sáblíková po získání zlaté medaile na trati 3000 m na ZOH ve Vancouveru

Společně s trenérem Petrem Novákem opustili k 30. dubnu 2010 armádní klub Dukla, kde působili šest let. Společně s nimi odešli i ostatní rychlobruslaři (např. Karolína Erbanová nebo Milan Sáblík). Od 1. července toho roku začali pracovat pod hlavičkou Centra sportu ministerstva vnitra.

### 2010/2011
Na prvním mítinku Světového poháru 2010/2011 v Heerenvenu nemohla nastoupit kvůli zdravotním potížím. V dalších dvou závodech na dlouhých tratích Světového poháru na konci roku 2010 se dvakrát umístila na medailových pozicích, ovšem ani jednou nevyhrála. V lednu 2011 obhájila na otevřené dráze v italském Klobensteinu titul mistryně Evropy ve víceboji, když zvítězila na tratích 3000 a 5000 m. První triumf v závodě Světového poháru v sezóně 2010/2011 si připsala na mítinku v Moskvě, kde zvítězila na tříkilometrové trati, o den později skončila na dráze 1500 m na třetím místě. Na světovém šampionátu ve víceboji 2011 v kanadském Calgary sice vyhrála závod na 3000 m, ale před závěrečnou distancí 5 km měla ztrátu 15 s na vedoucí Nizozemku Ireen Wüstovou. Na této trati Sáblíková čtyři kola před cílem upadla, ale i přesto vybojovala bronzovou medaili. V následujícím závodě Světového poháru na 5000 m v Salt Lake City překonala vlastní, čtyři roky starý světový rekord téměř o tři sekundy. Díky prvnímu místu na trati 3 km v následujícím finále Světového poháru 2010/2011 v Heerenveenu zvítězila popáté za sebou v celkovém umístění na dlouhých tratích 3000 a 5000 m, což se předtím podařilo pouze Němce Gundě Niemannové-Stirnemannové. Na poslední akci sezóny, Mistrovství světa na jednotlivých tratích 2011 v Inzellu, obhájila z předchozího šampionátu stříbrnou medaili na trati 3000 m, když prohrála s Ireen Wüstovou o 51 setin. Výsledek z roku 2009 zopakovala i na distanci 5000 m, kde získala již čtvrtou zlatou medaili v řadě.

### 2011/2012
Sezónu 2011/2012 zahájila vítězstvím na trati 3 km a dvanáctým místem na 1500 m na prvním mítinku Světového poháru v Čeljabinsku. Výsledek z tříkilometrové dráhy zopakovala i o týden později na dalším mítinku SP v Astaně, výrazně se zlepšila na poloviční trati, kde skončila čtvrtá. Následující závody SP se odehrály na začátku prosince 2011 v Heerenveenu, kde posedmé v kariéře zvítězila na mítincích Světového poháru na trati 5 km, o den později dojela v závodě na 1500 m jako pátá. Na Mistrovství Evropy 2012, které se konalo na začátku ledna toho roku na otevřené dráze v Budapešti, získala potřetí za sebou třetí zlatou medaili z evropských šampionátů, přičemž zde zvítězila v závodech na 3000, 1500 i 5000 metrů. V pořadí třetí tříkilometrovou distanci Světového poháru v této sezóně vyhrála na následujícím mítinku v Hamaru, kde startovala i na poloviční trati (7. místo). Mistrovství světa ve víceboji 2012, které se konalo v Moskvě, dokončila na celkovém druhém místě, když ji v celkovém součtu bodů dokázala porazit pouze Ireen Wüstová. Na následujícím mítinku v Heerenveenu vyhrála pětikilometrovou trať, díky čemuž si s předstihem zajistila šesté celkové vítězství Světového poháru na dlouhých tratích. V rámci finále Světového poháru v Berlíně, které se konalo další víkend, se zúčastnila jak závodu na 3000 m, který vyhrála, tak závodu na poloviční trati. Zde dojela na třetím místě, což byl její nejlepší výsledek na distanci 1500 m v sezóně Světového poháru 2011/2012. Na této trati se celkově umístila na čtvrtém místě. Poslední velkou akcí sezóny tradičně bylo Mistrovství světa na jednotlivých tratích, které se konalo v nizozemském Heerenveenu. V prvním závodě na 3000 m porazila Sáblíková své tři největší soupeřky Beckertovou, Wüstovou a Pechsteinovou a získala tak druhou zlatou medaili z této trati na světových šampionátech. Kvalifikovala se i na patnáctistovku, tento závod ale vynechala, aby se mohla soustředit na nejdelší distanci 5000 m. Ve svém posledním startu sezóny porazila na pětikilometrové trati všechny soupeřky a získala tak na heerenveenském šampionátu druhé zlato.

### 2012/2013

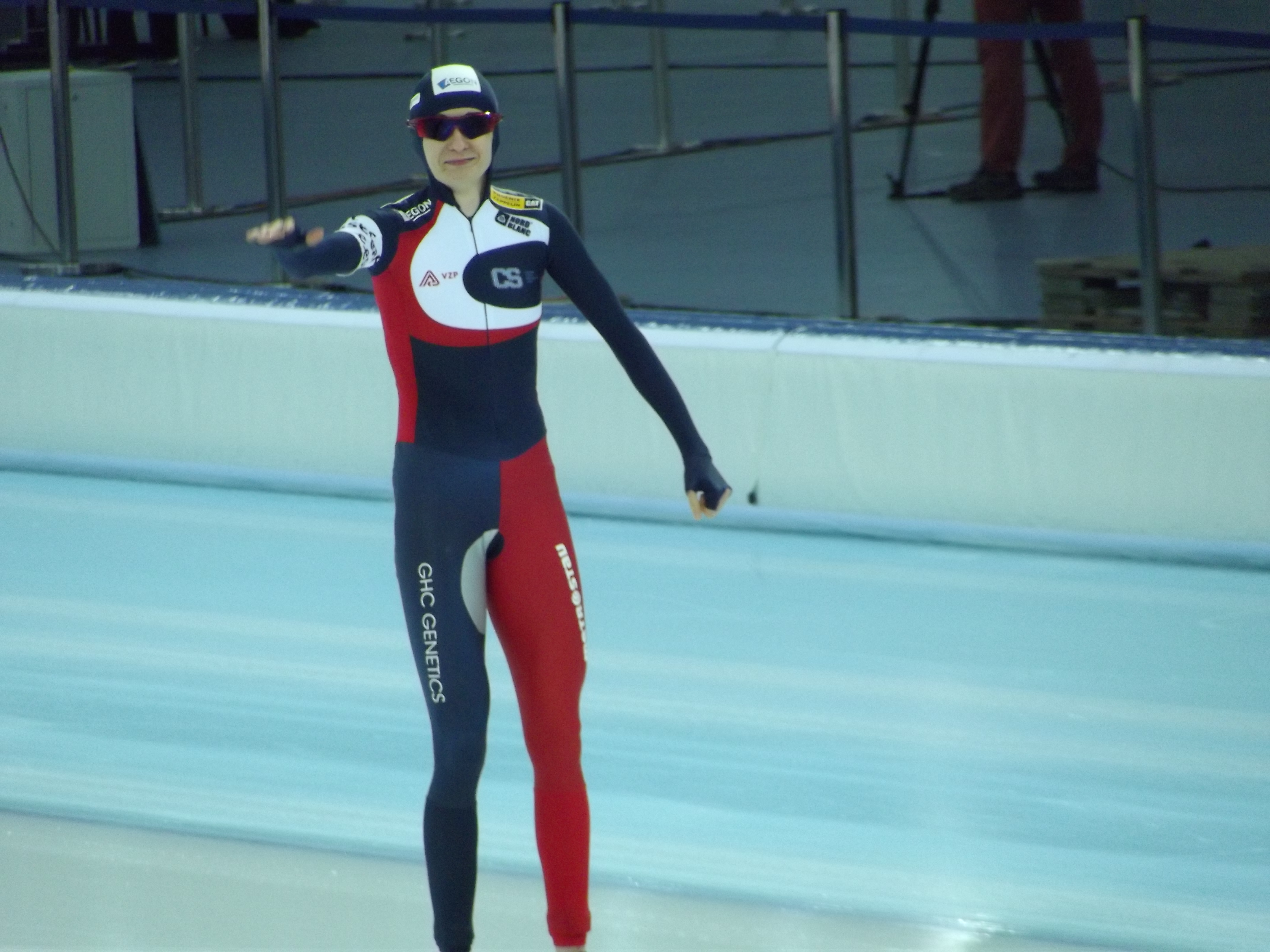
Martina Sáblíková na Mistrovství světa na jednotlivých tratích 2013

Po prvních třech mítincích Světového poháru 2012/2013, na začátku prosince 2012, vedla průběžné pořadí na dlouhých tratích (vyhrála závod na 5000 m v Astaně a umístila se dvakrát na druhém místě na trati 3000 m), úspěšná rovněž byla na patnáctistovce, v jejímž průběžném pořadí zůstala na třetí příčce po jednom čtvrtém, jednom pátém a jednom osmém místě. Před Vánocemi absolvovala starty na prvním ročníku Akademického mistrovství světa v Zakopaném, kde vyhrála všechny tři závody, do nichž nastoupila – 1500 m, 3000 m a 5000 m. Kvůli zranění zad z tréninku byl ohrožen její start na Mistrovství Evropy 2013, její stav se ale zlepšil a i přes tyto komplikace se umístila ve víceboji na čtvrté příčce, poprvé od roku 2006 ale skončila bez medaile. Start na Mistrovství světa ve víceboji 2013 ze zdravotních důvodů odřekla, na následujících dvou mítincích Světového poháru závodila pouze na dlouhých tratích, přičemž v Erfurtu zvítězila na trati 5000 m. Ve finále Světového poháru v Heerenveenu v březnu 2013 zakončila seriál šestou příčkou na 3000 m a devátým místem na poloviční distanci. Celkově udržela první místo na dlouhých tratích (již po sedmé za sebou), na patnáctistovce byla desátá a v Grand World Cupu šestá. Na poslední akci sezóny, Mistrovství světa na jednotlivých tratích, vybojovala stříbrnou medaili na tříkilometrové trati a obhájila zlato na pětikilometrové distanci.

### 2013/2014
Sezónu 2013/2014 zahájila úspěšným mítinkem Světový pohár v rychlobruslení 2013/2014 v Calgary, kde se umístila na druhém místě na tříkilometrové trati a na třetím místě na poloviční distanci (na této navíc v osobním rekordu). Na dalším podniku SP v Salt Lake City sice vyhrála závod na 3000 m, ale na patnáctistovce si přivodila zranění třísla. Její zdravotní stav se poměrně dobře vyvíjel, takže mohla závodit i na dalších dvou mítincích SP, přičemž oba závody, 1× 3000 m a 1× 5000 m, dokázala vyhrát, kratší tratě však raději neabsolvovala. Před Vánocemi poprvé startovala na Zimní univerziádě, kde na otevřeném oválu v Itálii ovládla tratě 3 km a 5 km. Po Novém roce se v rámci předolympijské přípravy zúčastnila Mistrovství Evropy, kde získala bronzovou medaili.
V únoru 2014 startovala na své třetí olympiádě. Na Zimních olympijských hrách v Soči v prvním závodě na 3000 m sice vítězství neobhájila, ale díky rychlému času získala stříbrnou medaili. Překonala ji pouze velmi dobře připravená Nizozemka Wüstová, vítězka této distance na ZOH v Turíně, která v celé sezóně prokazovala velmi dobrou formu. Následně uvažovala o startu na trati 1500 m, vzhledem k obavám, aby si neobnovila zranění třísla z podzimu 2013, se však z tohoto závodu odhlásila a soustředila se na nejdelší, pětikilometrovou trať. Na ní dokázala obhájit vítězství z předchozích ZOH ve Vancouveru, takže po prvenství snowboardistky Samkové vybojovala pro českou výpravu v Soči celkově druhou zlatou medaili.
Na prvním poolympijském mítinku Světového poháru v Inzellu zajela šesté místo na distanci 1500 m, na dvojnásobné trati obsadila druhou příčku. Ve finále SP v Heerenveenu již patnáctistovku kvůli únavě vynechala a zúčastnila se pouze na závodu na 3 km, kde si díky čtvrtému místu zajistila osmé celkové prvenství ve Světovém poháru na dlouhých tratích. Po náročné sezóně se rozhodla, že na závěrečném Mistrovství světa ve víceboji nebude startovat.

### 2014/2015
Ročník 2014/2015 Světového poháru byl zahájen dvěma mítinky v Asii ve druhé polovině listopadu. V japonském Obihiru skončila Sáblíková v úvodním závodě na 3000 m vinou chyby při střídání drah v posledním kole těsně druhá za vítěznou Wüstovou. V dalších dnech absolvovala ještě stíhací závod družstev, ve kterém dojela s mladými závodnicemi Zdráhalovou a Kerschbaummayr na předposledním osmém místě, distanci 1500 m (7. místo) a na závěr také svůj premiérový start v závodě s hromadným startem (6. místo). Následující víkend se závodilo v Soulu. Trať 5000 m zvládla ve druhém nejlepším čase, když rychleji zajet tuto distanci zvládla pouze veteránka Claudia Pechsteinová v novém traťovém rekordu. Sáblíková ale nebyla spokojena se svým předvedeným výkonem, který pro ni znamenal teprve druhou porážku v nejdelším závodu ve Světovém poháru od roku 2007. V Jižní Koreji se představila ještě na distanci 1500 m (9. místo) a na závěr také v hromadném závodě, který díky úniku v jeho polovině poprvé vyhrála.
Ani po přesunu závodů do Evropy Sáblíková na dlouhých tratích nevyhrála, neboť v Berlíně obsadila na tříkilometrové trati třetí místo. Průběžné prvenství ve Světovém poháru však uhájila. Poté netradičně startovala i na sprinterské distanci 1000 m (v divizi B sedmé místo), plánovaný stíhací závod družstev ale český tým kvůli odpočinku vynechal. V závěrečný den se dvakrát umístila v první desítce (1500 m – 7. místo, hromadný start – 5. místo). O týden později v Heerenveenu poprvé v sezóně vyhrála klasický individuální závod, neboť na trati 3000 m porazila v přímém souboji o 30 setin Wüstovou. Nizozemskou anabázi i sportovní kalendářní rok 2014 zakončila pátou příčkou na patnáctistovce a čtvrtým místem v závodě s hromadným startem.
Z evropského šampionátu, který se konal v lednu 2015 v Čeljabinsku, si přivezla stříbrnou medaili, když vyhrála nejdelší tratě 3 a 5 km. Další mítink Světového poháru proběhl na přelomu ledna a února v Hamaru. Sáblíková zde dojela závod na 1500 m na šesté příčce a zopakovala vítězství na tříkilometrové distanci. Závod s hromadným startem vynechala kvůli nachlazení.

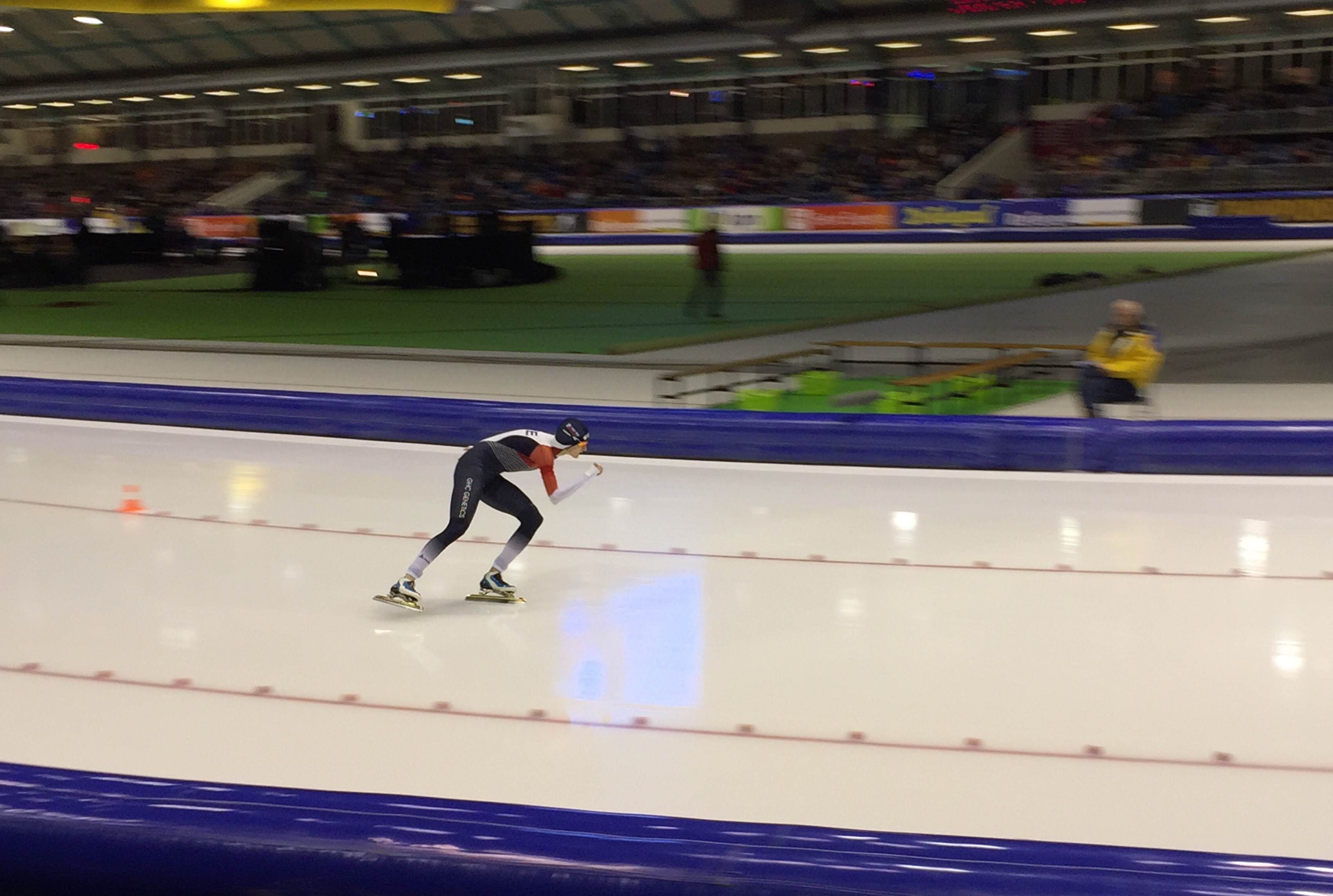
Sáblíková v závodě na 5000 m na MS na jednotlivých tratích 2015

Mistrovství světa na jednotlivých tratích 2015 proběhlo v polovině února v Heerenveenu. Již v úvodní den získala Sáblíková zlatou medaili na trati 3000 m, neboť v poslední rozjížďce porazila v přímém souboji svoji největší konkurentku Wüstovou. Svůj dvanáctý světový titul vybojovala následujícího dne, kdy zvítězila i na nejdelší distanci 5 km, na níž musela reagovat na nečekaně velmi rychlý čas Carlijn Achtereekteové. Od cenného kovu ji na trati 1500 m dělilo jen pět setin (umístila se tak čtvrtá), a při premiéře závodu s hromadným startem na světovém šampionátu skončila šestnáctá, protože její pokus o únik nebyl úspěšný.
Po dvouleté přestávce se znovu představila i na Mistrovství světa ve víceboji, jež se uskutečnilo na začátku března na vysokohorské dráze Olympic Oval v Calgary. Sáblíková si zde během šampionátu dokázala vylepšit osobní rekordy na tratích 500 m, 1500 m a 3000 m, přičemž distance 3000 m a 5000 m vyhrála. Celkový předvedený výkon i významná, více než dvanáctisekundová převaha na závěrečné pětikilometrové trati znamenaly pro Češku třetí světový vícebojařský titul.
Finále Světového poháru, tradičně poslední akce sezóny, bylo uspořádáno koncem března v Erfurtu. Zde skončila třetí na trati 1500 m, díky čemuž se v celkovém hodnocení disciplíny umístila na páté příčce.
V závěrečný den dvakrát vyhrála: nejprve na tříkilometrové distanci a o několik hodin později také v závodě s hromadným startem. Již několik dní před startem si ale zajistila deváté celkové prvenství na dlouhých tratích, protože její jediná možná soupeřka Ireen Wüstová se podniku v Erfurtu nezúčastnila. V hodnocení hromadných závodů byla Sáblíková celkově třetí. V komplexním bodování tzv. Grand World Cupu byla druhá, čímž vyrovnala svoje umístění ze sezóny 2011/2012.

### 2015/2016
Sezónu 2015/2016 zahájila úspěšnou první zastávkou Světového poháru na vysokohorské trati v Calgary. Během tří dnů zde absolvovala pět závodů, během nichž si zlepšila některé osobní rekordy, vyhrála na trati 3000 m a skončila třetí na poloviční trati a čtvrtá v závodě s hromadným startem. Na dalším mítinku v Salt Lake City, rovněž ve vysoké nadmořské výšce, zopakovala své umístění na patnáctistovce a vyhrála na nejdelší pětikilometrové trati. Na sprinterském kilometru se o jedno místo nedostala do elitní divize A. V prosinci pokračoval program Světového poháru v Evropě, kde se Martině Sáblíkové dařilo obdobně. V Inzellu zvítězila na druhé „trojce“ sezóny, byla pátá na poloviční distanci a čtvrtá v závodě s hromadným startem. Rovněž o týden později v Heerenveenu vyhrála závod na 3000 m a získala čtvrté místo na 1500 m.

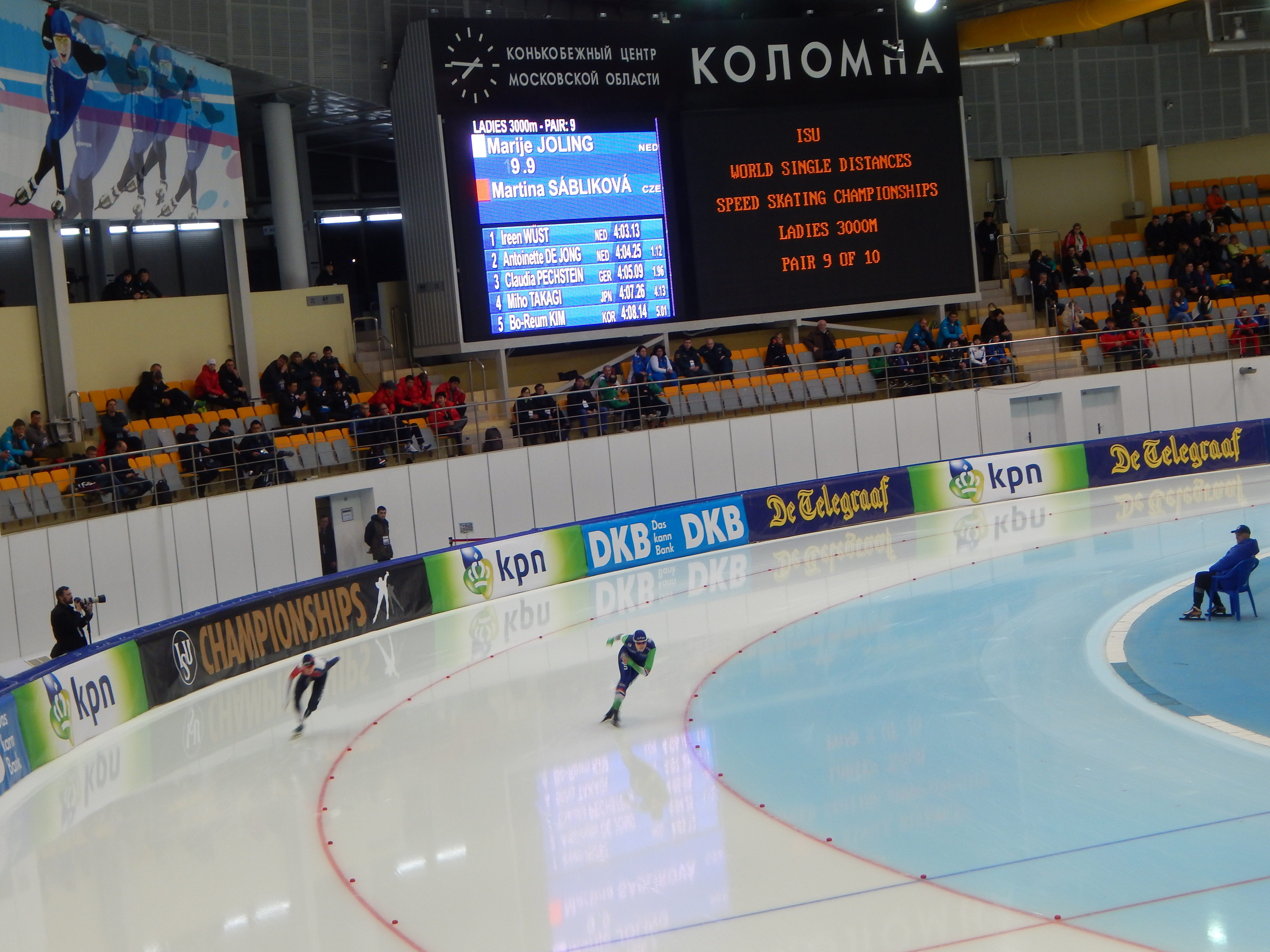
Martina Sáblíková a Marije Jolingová v závodě na 3000 m na MS na jednotlivých tratích 2016

Po Novém roce se nejprve konalo Mistrovství Evropy, na kterém předstihla trojici Nizozemek a získala svůj pátý titul kontinentální šampionky. Ve víceboji vyhrála všechny distance kromě nejkratší sprinterské tratě 500 m, na které však za prvním místem zaostala jen minimálně, neboť i na ní dosáhla čtvrtého nejrychlejšího času. Na lednovém podniku SP ve Stavangeru vůbec poprvé v závodech Světového poháru vyhrála trať 1500 m; následně si vítězstvím na distanci 3000 m v předstihu zajistila již desáté prvenství v celkovém hodnocení SP na dlouhých tratích. V únoru startovala na Mistrovství světa na jednotlivých tratích. V úvodním závodě na 3000 m těsně porazila Ireen Wüstovou a získala zlatou medaili. Stejný cenný kov vybojovala i o den později na trati 5000 m. Startovala také ve stíhacím závodě družstev (7. místo) a na patnáctistovce, na které umístila na páté příčce. Sezónu zakončila na březnovém Mistrovství světa ve víceboji, kde obhájila prvenství z předchozí sezóny a počtvrté se stala vícebojařskou světovou šampionkou. Následujícího finále Světového poháru v Heerenveenu se kvůli problémům se stehnem už nezúčastnila. V Grand World Cupu, tedy v celkovém hodnocení Světového poháru napříč individuálními disciplínami, se umístila na třetí příčce a v klasifikaci závodů na 1500 m obsadila čtvrté místo.

### 2016/2017
Podzimní část sezóny 2016/2017, ve které přestala jezdit závody s hromadným startem, začala třemi asijskými mítinky Světového poháru. Na úvodní zastávce v Charbinu absolvovala celkem čtyři starty, přičemž ovládla úvodní trať 3000 m a byla šestá na poloviční distanci. V elitní divizi A se představila také na kilometru a společně se Zdráhalovou a Kerschbaummayr ve stíhacím závodě družstev. Starty v Naganu skončily obdobně, neboť obhájila vítězství na tříkilometrové trati a skončila čtvrtá na patnáctistovce. V prosincové Astaně sice opětovně vyhrála 3000 m, avšak kvůli nataženému úponu svalu na noze do dalších závodů nenastoupila. Poslední předvánoční mítink SP v Heerenveenu absolvovala, sice rovněž vynechala kratší distance, ale vyhrála jediný pětikilometrový závod ročníku Světového poháru.
Lednové Mistrovství Evropy dokončila na druhém místě za Ireen Wüstovou a získala tak desátou medaili z kontinentálních šampionátů. Na konci ledna proběhl pátý podnik Světového poháru, tentokrát v Berlíně. Sáblíková nejprve skončila třetí na patnáctistovce a posléze si dobruslila pro druhé místo na trati 3000 m, když ji porazila pouze Wüstová. Druhou příčkou si však Češka s předstihem zajistila jedenácté prvenství v celkové klasifikaci Světového poháru v závodech na dlouhých tratích. Na únorovém Mistrovství světa na jednotlivých tratích v jihokorejském Kangnungu byla v úvodním tříkilometrovém závodě opět druhá za Nizozemkou, na distanci 5000 m ale dokázala porazit německou veteránku Claudii Pechsteinovou a získala zlato. Kromě toho startovala i na trati 1500 m, kde skončila šestá. V březnu vybojovala Martina Sáblíková na Mistrovství světa ve víceboji stříbro; opět ji zde porazila jen Wüstová. Poslední závody sezóny, finále Světového poháru ve Stavangeru, skončily pro českou rychlobruslařku rovněž úspěšně, neboť zvítězila na tříkilometrové trati a na poloviční distanci obhájila třetí příčku z předchozího mítinku. Kromě vítězství v SP na dlouhých tratích tak obsadila v konečném hodnocení závodů na 1500 m pátou příčku a v komplexním hodnocení Grand World Cupu třetí místo.

### 2017/2018
V roce 2016 Martina Sáblíková uvažovala, že by kvůli zdravotním potížím ukončila svoji rychlobruslařskou kariéru po Zimních olympijských hrách 2018. V létě 2017 ale prohlásila, že bude pokračovat i v další sezóně, neboť stále má motivaci závodit. Během léta se jí podařilo vyléčit přetížené koleno, ale v přípravě na podzim 2017 měla problémy se zády. Ve zkušebních závodech v Inzellu sice zajížděla dobré časy, na prvním mítinku Světového poháru 2017/2018 v Heerenveenu však kvůli bolavým zádům a nastupující viróze skončila v závodě na 1500 m sedmnáctá a na dvojnásobné distanci sedmá. Na druhé zastávce SP ve Stavangeru se soustředila pouze na pětikilometrovou trať, na níž i přes problémy se zády dobruslila do cíle na třetí příčce. Během prosincových mítinků SP v Calgary a Salt Lake City se na trati 3 km umístila na čtvrtém a druhém místě. Díky zlepšujícímu se zdravotnímu stavu absolvovala také některé jiné distance.

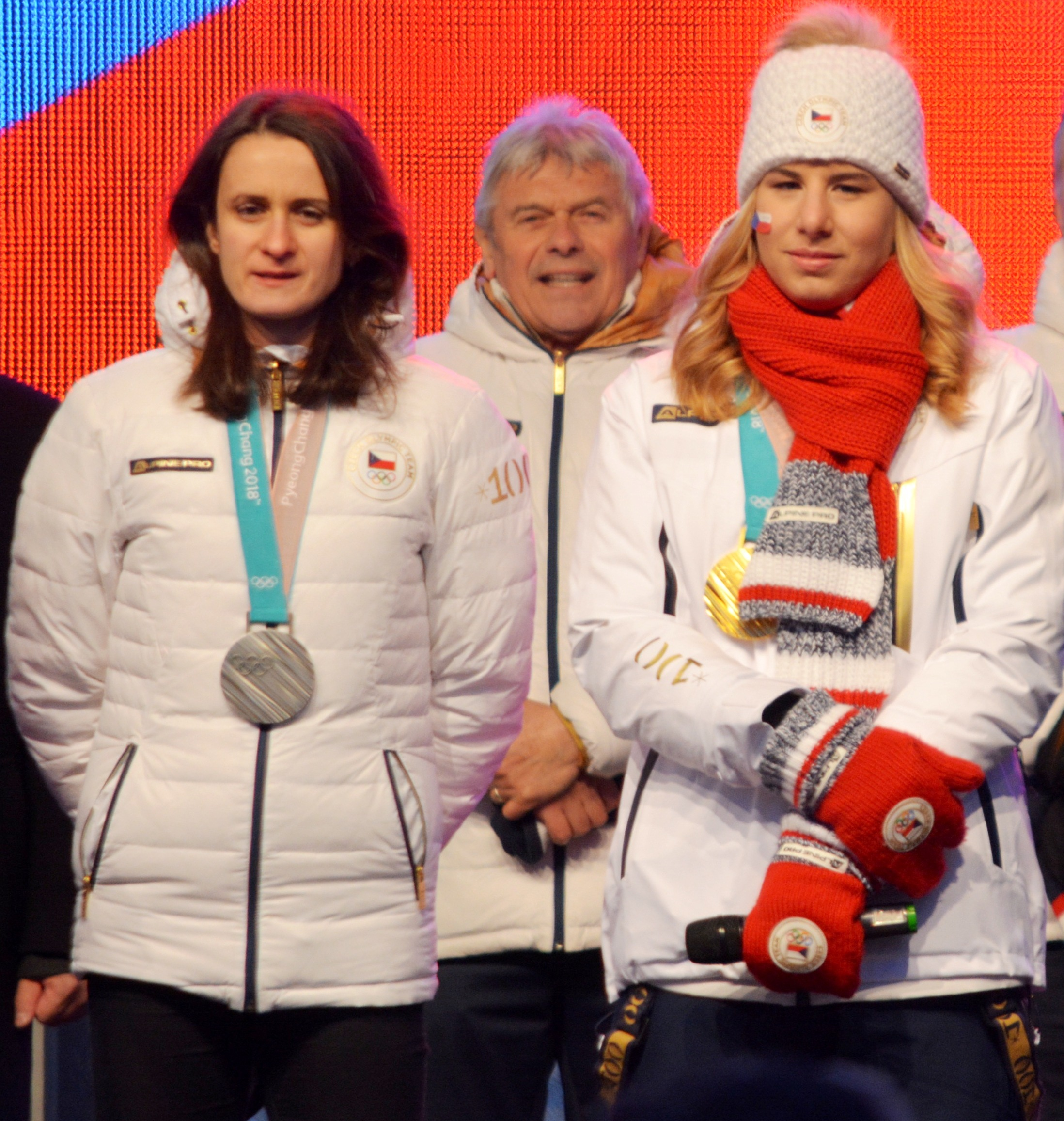
Martina Sáblíková s trenérem Petrem Novákem a Ester Ledeckou na Staroměstském náměstí v Praze po návratu ze ZOH 2018 v Jižní Koreji

Na přelomu let 2017 a 2018 se rozhodla, že kvůli tréninkovému manku i kvůli odpočinku pro bolavá záda vynechá lednové Mistrovství Evropy 2018. Absolvovala však následný poslední předolympijský podnik SP v Erfurtu. I díky podstatně zlepšenému zdravotnímu stavu se na patnáctistovce umístila osmá a na tříkilometrové trati třetí. Jíž na konci ledna odletěla spolu s týmem do jihokorejského Pchjongčchangu, dějiště Zimních olympijských her 2018. V úvodním olympijském startu na 3000 m skončila o půl sekundy za medailovou pozicí na čtvrtém místě; rychlejší byla trojice Nizozemek. Po závodě vyjádřila velké zklamání, protože pocitově šlo o její nejlepší „trojku“ sezóny. Na trati 1500 m se sice do olympijského závodu kvalifikovala, start však vynechala, protože se chtěla soustředit na nejdelší distanci 5000 m. Na ní startovala v poslední rozjížďce s Ruskou Nataljí Voroninovou a v polovině tratě útočila na dosud nejrychlejší čas Nizozemky Esmee Visserové, za níž nakonec zaostala za o 1,62 sekundy a získala stříbrnou medaili, svůj šestý olympijský cenný kov. Celkovým počtem medailí z OH se tak vyrovnala Kateřině Neumannové a překonala Emila Zátopka. Vzhledem ke zdravotním potížím v sezóně a faktu, že v určitém období nemohla ani trénovat, považovala tuto stříbrnou medaili za „neuvěřitelnou“ a „obrovskou satisfakci“. O několik dní později bylo českému týmu nabídnuto druhé místo v závodě s hromadným startem, kde by mohla pomoct Nikole Zdráhalové. Vzhledem k obnovené bolesti zad ale Martina Sáblíková start odmítla.
V poolympijském březnovém závěru sezóny se konalo Mistrovství světa ve víceboji, které bylo v Amsterdamu uspořádáno na speciální otevřené dráze na Olympijském stadionu. Sama ještě během ZOH uvedla, že by do Nizozemska možná ani kvůli zdravotním obtížím nejela, kdyby se nejednalo o mimořádnou událost spojenou s oslavou nizozemského a celosvětového rychlobruslení. Soutěž byla ovlivněna nepřízní počasí, vytrvalým deštěm, a Sáblíková v ní skončila na šestém místě. Na závěrečném finále Světového poháru v Erfurtu sice původně chtěla startovat, nakonec ale svoji účast kvůli zdraví odřekla, čímž ztratila šanci na dvanácté vítězství v celkovém hodnocení SP na dlouhých tratích. Před Erfurtem byla druhá s minimálním odstupem na první místo. V konečné klasifikaci se umístila na čtvrté příčce, triumfovala Nizozemka Antoinette de Jongová. Po sezóně Martina Sáblíková prohlásila, že kdyby se nejednalo o olympijský ročník, ukončila by ho dřív. Zároveň uvedla, že má motivaci bojovat o medaile i na dalších ZOH v Pekingu v roce 2022.

## Cyklistická kariéra

### Snaha o účast na letních olympijských hrách
V rámci letní přípravy jezdí na kole, přičemž se postupně začala účastnit i některých závodů. V březnu 2007 poprvé ohlásila záměr startovat na Letních olympijských hrách 2008 v některé z cyklistických disciplín, k čemuž ale nedošlo. Obdobný cíl startu na letní olympiádě 2012 potvrdil trenér Petr Novák v dubnu 2010, ani tentokrát se ale nekvalifikovala a podle podmínek Mezinárodního olympijského výboru ani nemohla dostat divokou kartu.
Potřetí se o účast na LOH ucházela v časovce v září 2015. Zprvu se zdálo, že úspěšně, veškeré zprávy v médiích tuto skutečnost uváděly, rovněž Český svaz cyklistiky potvrdil, že se dokázala na Hry nominovat. Na začátku června 2016 ale Mezinárodní cyklistická unie (UCI) vydala seznam zemí kvalifikovaných na LOH 2016 v Riu de Janeiru, kde místo pro Česko chybělo. Důvodem byla nominační kritéria UCI, ve kterých byl start v časovce podmíněn kvalifikací do silničního závodu s hromadným startem. Ve spolupráci s Českým olympijským výborem a právníkem se rozhodnutí UCI pokoušela zvrátit a hledala náhradní řešení. Do Ria dokonce se svým týmem a trenérem Novákem odcestovala a trénovala tam. Během Her se zúčastnila tamního zasedání Mezinárodní sportovní arbitráže, která ovšem vynesla definitivní verdikt, že se podle pravidel na LOH nekvalifikovala.

### Cyklistické závody

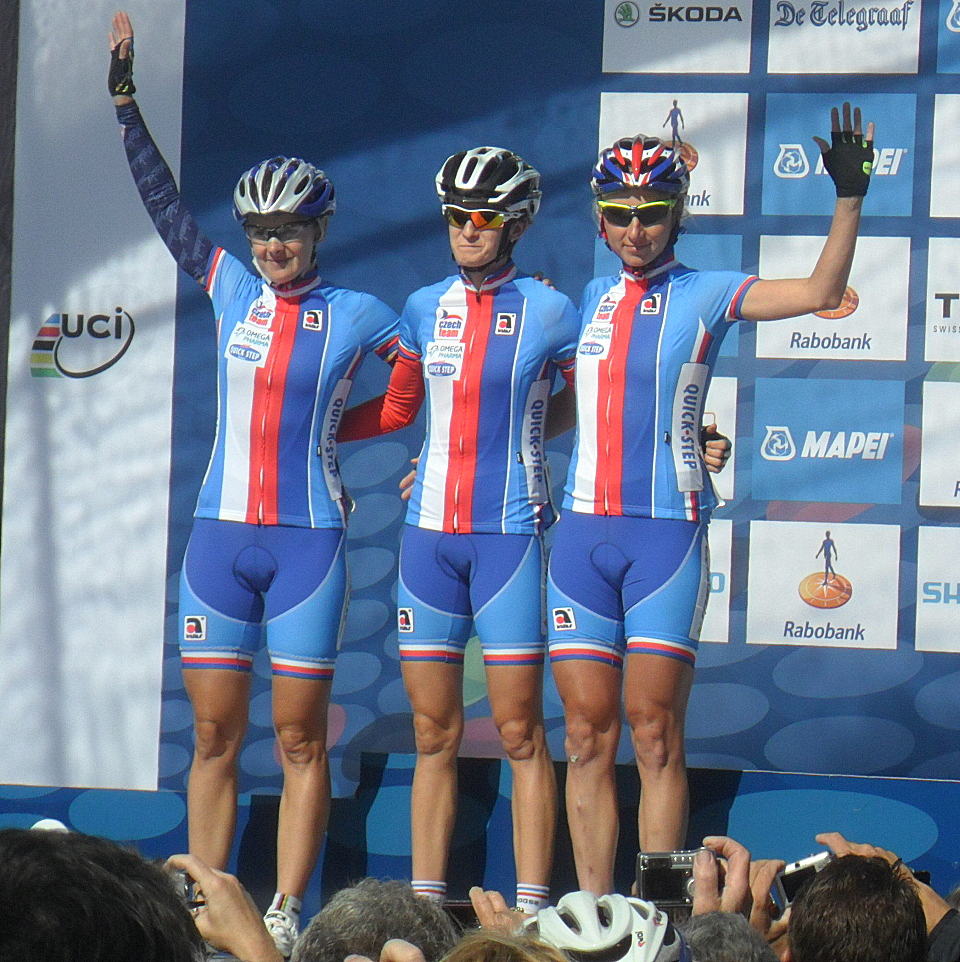
Martina Růžičková, Martina Sáblíková a Pavlína Šulcová na Mistrovství světa v silniční cyklistice 2012

V časovce žen na Mistrovství České republiky 28. června 2007 zajela třetí nejlepší čas; závod však byl kvůli neregulérnosti anulován, neboť se jel za plného silničního provozu. Opakovaný závod proběhl 4. srpna téhož roku a Sáblíková svůj výsledek zopakovala. Obdobné výsledky z mistrovství republiky v časovce zajela i v následujících letech (2008 – 3. místo, 2009 – 5. místo), v roce 2009 vyhrála s Martinou Růžičkovou časovku dvojic. O rok později, v roce 2010, svůj triumf v časovce dvojic (opět s Růžičkovou) zopakovala, vyhrála navíc i časovku jednotlivkyň a závod s hromadným startem. Na Mistrovství republiky v roce 2011 obhájila tituly v závodě s hromadným startem i v časovce (časovka dvojic se nejela). Na společném Mistrovství České a Slovenské republiky v roce 2012 skončila v časovce na druhé příčce, v závodě s hromadným startem byla třetí. Roku 2013 časovku i silniční závod vyhrála, což se jí podařilo také v letech 2014, 2015 a 2016. Roku 2017 se česko-slovenského šampionátu ani jiných cyklistických závodů nezúčastnila. Důvodem byla obava kvůli případnému zranění před olympijskou rychlobruslařskou sezónou.
V letech 2007 a 2008 se zúčastnila i mistrovství Evropy do 23 let, v roce 2007 získala v časovce bronzovou medaili, o rok později skončila na sedmém místě. Kromě mistrovství republiky i Evropy se zúčastnila také několika závodů cyklistického Českého poháru. Na Mistrovství světa v silniční cyklistice 2010 odmítla startovat kvůli vzdálenému místu konání (Austrálie), které by narušilo přípravu na rychlobruslařskou sezónu. Následujícího šampionátu v Dánsku se již zúčastnila, zde nastoupila 20. září 2011 pouze do časovky, z 51 závodnic se umístila na 28. místě se ztrátou 2:47,43 min na první místo, přičemž na Letní olympijské hry v Londýně se přímo kvalifikovala pouze první desítka závodnic.
V roce 2012 startovala na Tour de Feminin, svém prvním etapovém závodě, ze kterého ale ve čtvrté etapě po bouřce a přívalovém dešti odstoupila, aby neriskovala zranění. Na Mistrovství světa v silniční cyklistice 2012 v Nizozemsku se v časovce umístila na devátém místě, ze silničního závodu po hromadném pádu odstoupila. Na konci roku 2012 dostala pozvánku do cyklistické stáje Etixx-iHNed, kterou vytvořil Zdeněk Bakala jako farmářský tým pro elitní stáj Omega Pharma–Quick-Step.
Podruhé se Tour de Feminin zúčastnila v roce 2014, kdy vyhrála jednu časovkovou etapu, v celkovém pořadí se umístila na druhém místě a zvítězila v soutěži vrchařek. V září 2014 startovala na cyklistickém světovém šampionátu 2014 ve Španělsku. V časovce skončila na 12. místě, silniční závod po hromadném pádu ve druhém kole nedokončila. Na Mistrovství světa v silniční cyklistice 2015 se v časovce chtěla kvalifikovat na Letní olympijské hry 2016, což se jí díky dvanácté příčce zdánlivě podařilo, ovšem kvůli špatnému výkladu kritérií Mezinárodní cyklistické unie na Hrách startovat nemohla. Silniční závod na MS 2015 vynechala.

## Další sporty
Dalším letním sportem, kterému se věnuje, je inline bruslení. V roce 2004 se zúčastnila Mistrovství světa juniorů, kde na trati 20 km skončila 16. V roce 2006 zvítězila na českém Mistrovství v maratonu a vyhrála i první ročník Českého poháru. Triumf v maratonu zopakovala i následujícího roku. V rámci letní přípravy v roce 2013 se zúčastnila závodu Olympic Hopes – Visegrad Cup na inline bruslích na betonovém oválu ve Žďáru nad Sázavou. Na této akci, která byla vyhlášena jako první ročník Mistrovství České republiky v letním rychlobruslení, zvítězila na obou tratích 1000 m a 3000 m.

## Ocenění
Celkem třikrát vyhrála novinářskou anketu Sportovec roku České republiky, triumfovala v letech 2007, 2009 a 2010. V roce 2006 se umístila na celkovém osmém místě, zvítězila ale v kategorii juniorů. V roce 2008 skončila pátá, roku 2011 třetí a v roce 2012 třináctá. V ročníku 2013 se vrátila do top ten a umístila se na deváté příčce a v dalších letech se opětovně dostala na pomyslné stupně vítězů: roku 2014 byla třetí a v následujícím roce druhá. V anketě za rok 2016 se umístila na šestém místě, stejně jako v roce 2017.
V anketě Sportovec Evropy 2007 se umístila na 18. místě.
Dne 30. března 2010 získala jako pátá žena v historii cenu Oscara Mathiasena, kterou uděluje bruslařský klub v Oslu. O den později obdržela při slavnostním přijetí úspěšných sportovců armádního sportovního centra Dukla od ministra obrany Martina Bartáka vysoké armádní ocenění Armádní kříž druhého stupně.
V každoroční anketě Armádní sportovec roku zvítězila v letech 2007, 2009 a 2010. Stala se také vítězkou ankety Sportovec roku Ministerstva vnitra v letech 2013, 2015, 2016 a 2019.
V letech 2007, 2010 a 2020 jí byla Českým olympijským výborem udělena Cena Jiřího Gutha-Jarkovského. Jako první sportovec v historii získala toto ocenění třikrát.
Roku 2016 obdržela Cenu města Žďár nad Sázavou a stala se tak vůbec prvním laureátem tohoto ocenění. Tentýž rok byla oceněna v kategorii Sportovní výkon roku v anketě Sportovec Kraje Vysočina. Stejně byla oceněna i v roce 2018, kdy získala ocenění za stříbrnou medaili na olympiádě. V roce 2018 byla vyznamenána Kamennou medailí Kraje Vysočina a roku 2022 obdržela ocenění Sportovec dvacetiletí Kraje Vysočina.
Dne 28. října 2017 převzala od prezidenta Miloše Zemana české státní vyznamenání – Medaili Za zásluhy za svoje působení v oblasti sportu.

## Osobní život

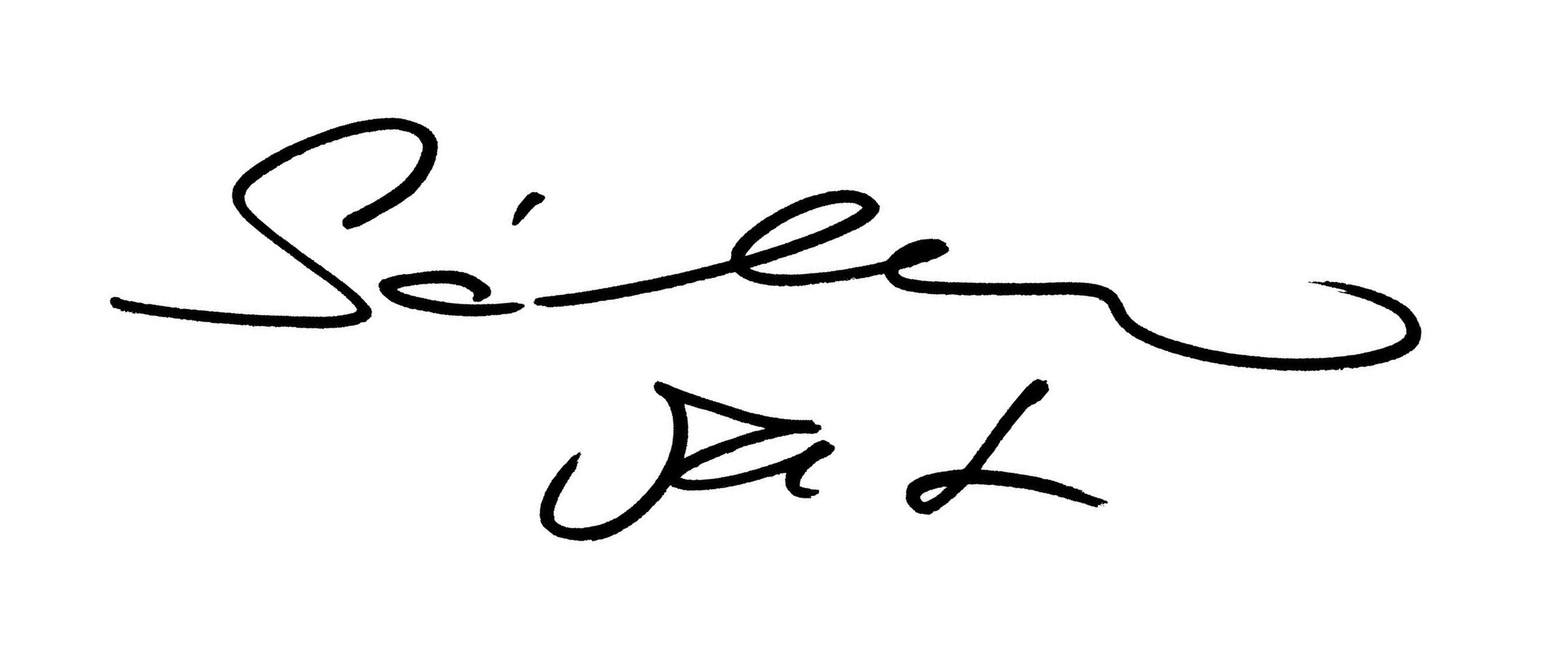
Podpis Martiny Sáblíkové

V roce 2009 se přestěhovala do nového domu ve Velkém Oseku, kde měla vyrůst první rychlobruslařská hala v Česku. Protože však tyto plány nebyly realizovány, vrátila se v zimě 2012/2013 zpět do Žďáru nad Sázavou. Po ZOH v Soči dostala v roce 2014 ve Žďáru nad Sázavou darem od zastupitelstva parcelu pro stavbu rodinného domu; pozemek na rozšiřujícím se sídlišti Klafar si sama vybrala. Dům si nakonec postavila roku 2018 v Počítkách nedaleko Žďáru nad Sázavou.
Dne 27. dubna 2025 ve svém instagramovém příspěvku oznámila, že již více než 12 let tvoří pár s kolegyní rychlobruslařskou reprezentantkou Nikolou Zdráhalovou. Podle vlastního prohlášení tak chtěla předejít nechtěnému outingu.
Martina Sáblíková měří 171 cm a váží 53 kg.

## Rekordy

### Osobní rekordy
| Závod               | Čas (body) | Datum               | Místo          | Zdroj   |
| ------------------- | ---------- | ------------------- | -------------- | ------- |
| 500 m               | 39,23      | 7. března 2015      | Calgary        | [ 3 ]   |
| 1000 m              | 1:15,86    | 14. listopadu 2015  | Calgary        | [ 3 ]   |
| 1500 m              | 1:53,441   | 21. listopadu 2015  | Salt Lake City | [ 3 ]   |
| 3000 m              | 3:52,023   | 9. března 2019      | Salt Lake City | [ 3 ]   |
| 3000 m (OD)         | 4:03,522   | 13. ledna 2007      | Klobenstein    | [ 250 ] |
| 5000 m              | 6:41,181   | 15. února 2020      | Salt Lake City | [ 3 ]   |
| 5000 m (OD)         | 6:56,982   | 17. října 2008      | Inzell         | [ 251 ] |
| 10 000 m            | 13:48,334  | 15. března 2007     | Calgary        | [ 3 ]   |
| stíhací závod       | 3:02,501   | 14. listopadu 2015  | Calgary        | [ 3 ]   |
| sprinterský čtyřboj | 162,060    | 6.–7. prosince 2008 | Klobenstein    | [ 3 ]   |
| miničtyřboj         | 162,817    | 10.–12. března 2006 | Erfurt         | [ 3 ]   |
| malý čtyřboj        | 156,3061   | 2.–3. března 2019   | Calgary        | [ 3 ]   |

1 český rekord

2 světový rekord na otevřených drahách (OD)

3 světový rekord

4 nejlepší světový čas (na trati 10 000 m se ženské závody nekonají)

### Světové rekordy
| Závod                   | Čas       | Datum               | Místo          | Zdroj   |
| ----------------------- | --------- | ------------------- | -------------- | ------- |
| 3000 m – juniorka       | 4:07,23   | 22. července 2005   | Berlín         | [ 252 ] |
| 3000 m – juniorka       | 4:03,35   | 12. listopadu 2005  | Calgary        | [ 252 ] |
| 3000 m – juniorka       | 4:00,69   | 18. listopadu 2005  | Salt Lake City | [ 252 ] |
| 3000 m – juniorka       | 4:00,63   | 22. března 2006     | Calgary        | [ 252 ] |
| 3000 m                  | 3:53,31   | 2. března 2019      | Calgary        | [ 253 ] |
| 3000 m                  | 3:52,021  | 9. března 2019      | Salt Lake City | [ 253 ] |
| 5000 m – juniorka2      | 7:01,56   | 3. prosince 2005    | Heerenveen     | [ 254 ] |
| 5000 m – juniorka2      | 7:01,38   | 10. února 2006      | Turín          | [ 254 ] |
| 5000 m – juniorka2      | 6:50,451  | 19. března 2006     | Calgary        | [ 254 ] |
| 5000 m                  | 6:45,61   | 11. března 2007     | Salt Lake City | [ 255 ] |
| 5000 m                  | 6:42,66   | 18. února 2011      | Salt Lake City | [ 255 ] |
| 5000 m                  | 6:42,01   | 3. března 2019      | Calgary        | [ 255 ] |
| 10 000 m – juniorka3, 4 | 14:08,281 | 23. března 2006     | Calgary        | [ 256 ] |
| 10 000 m4               | 13:48,331 | 15. března 2007     | Calgary        | [ 257 ] |
| malý čtyřboj – juniorka | 161,2531  | 18.–19. března 2006 | Calgary        | [ 258 ] |

1 dosud platný světový rekord

2 nejlepší světový čas (samostatné závody na trati 5000 m se pro juniorky běžně nepořádají)

3 čas 14:08,28 zajela jako juniorka, jednalo se ale o celkově nejlepší čas ve všech ženských kategoriích

4 nejlepší světový čas (závody na trati 10 000 m se pro ženy běžně nepořádají)

## Umístění
Zdrojem pro tabulku jsou oficiální výsledky Mezinárodní bruslařské unie.
| Sezóna  | ME                  | MS víceboj       | MS jednotlivé tratě                           | Světový pohár                                                                 | Olympijské hry           | MS juniorů                  |
| ------- | ------------------- | ---------------- | --------------------------------------------- | ----------------------------------------------------------------------------- | ------------------------ | --------------------------- |
| 2001/02 | —                   | —                |                                               | —                                                                             | —                        | 36. víceboj 12. stíh. závod |
| 2002/03 | 22. víceboj         | —                | —                                             | —                                                                             |                          | 34. víceboj                 |
| 2003/04 | 20. víceboj         | —                | 16. 3000 m 12. 5000 m                         | 22. 3000/5000 m                                                               | 23. víceboj              |                             |
| 2004/05 | —                   | —                | 16. 3000 m 7. 5000 m                          | 45. 1500 m 18. 3000/5000 m                                                    | 10. víceboj              |                             |
| 2005/06 | 4. víceboj          | 9.               |                                               | 22. 1500 m 8. 3000/5000 m                                                     | 7. 3000 m 4. 5000 m      | víceboj                     |
| 2006/07 | víceboj             | 5.               | 3000 m · 5000 m                               | 7. 1500 m · 3000/5000 m                                                       |                          | —                           |
| 2007/08 | víceboj             | 5.               | 4. 3000 m · 5000 m                            | 9. 1500 m · 3000/5000 m                                                       | —                        |                             |
| 2008/09 | víceboj             | Zlatá medaile    | 3000 m · 5000 m · 7. stíh. závod              | 16. 1500 m · 3000/5000 m · stíh. závod                                        | —                        |                             |
| 2009/10 | víceboj             | Zlatá medaile    |                                               | 1500 m · 3000/5000 m · 11. stíh. závod                                        | 1500 m · 3000 m · 5000 m | —                           |
| 2010/11 | víceboj             | Bronzová medaile | 3000 m · 5000 m                               | 39. 1000 m · 5. 1500 m · 3000/5000 m                                          |                          | —                           |
| 2011/12 | víceboj             | Stříbrná medaile | 3000 m · 5000 m                               | GWC · 44. 500 m · 48. 1000 m · 4. 1500 m · 3000/5000 m                        | —                        |                             |
| 2012/13 | 4. víceboj          | —                | 3000 m · 5000 m                               | 6. GWC · 48. 500 m · 50. 1000 m · 10. 1500 m · 3000/5000 m                    | —                        |                             |
| 2013/14 | víceboj             | —                |                                               | 6. GWC · 16. 1500 m · 3000/5000 m · 12. stíh. závod                           | 3000 m · 5000 m          | —                           |
| 2014/15 | víceboj             | Zlatá medaile    | 4. 1500 m · 3000 m · 5000 m · 16. hrom. start | GWC · 45. 1000 m · 5. 1500 m · 3000/5000 m · hrom. start · 9. stíh. závod     |                          | —                           |
| 2015/16 | víceboj             | Zlatá medaile    | 5. 1500 m · 3000 m · 5000 m · 7. stíh. závod  | GWC · 24. 1000 m · 4. 1500 m · 3000/5000 m · 13. hrom. start · 9. stíh. závod | —                        |                             |
| 2016/17 | víceboj             | Stříbrná medaile | 6. 1500 m · 3000 m · 5000 m                   | GWC · 64. 500 m · 33. 1000 m · 5. 1500 m · 3000/5000 m · 9. stíh. závod       | —                        |                             |
| 2017/18 | —                   | 6.               |                                               | 10. GWC 71. 1000 m 22. 1500 m 4. 3000/5000 m 10. stíh. závod                  | 4. 3000 m · 5000 m       | —                           |
| 2018/19 | víceboj             | Zlatá medaile    | 3000 m · 5000 m                               | 14. 1500 m · 3000/5000 m                                                      |                          | —                           |
| 2019/20 | 5. 1500 m 4. 3000 m | 4.               | 3000 m · 5000 m                               | 20. 1500 m · 3000/5000 m                                                      | —                        |                             |
| 2020/21 | víceboj             |                  | 3000 m · 5. 5000 m                            | 9. 1500 m 5. 3000 m                                                           | —                        |                             |
| 2021/22 | —                   | 5.               |                                               | 71. 1000 m 38. 1500 m 4. 3000/5000 m                                          | 4. 3000 m · 5000 m       | —                           |
| 2022/23 | —                   |                  | 3000 m · 5000 m                               | 33. 1500 m 5. 3000/5000 m                                                     |                          | —                           |
| 2023/24 | —                   | —                | 3000 m · 5000 m                               | 32. 1500 m · 3000/5000 m                                                      | —                        |                             |
| 2024/25 | —                   |                  | 3000 m · 5. 5000 m                            | 17. 1500 m 5. 3000/5000 m                                                     | —                        |                             |

## Odraz v kultuře
Motiv rychlobruslaře v pohybu se objevil na poštovní známce č. 621 (XXI. zimní olympijské hry Vancouver 2010) o nominální hodnotě 18 Kč, kterou vydalo Ministerstvo průmyslu a obchodu České republiky (MPO) 10. února 2010 při příležitosti vancouverských olympijských her. Výtvarně ji navrhl Zdeněk Netopil, rytcem byl Miloš Ondráček. Přestože na známce nebyla znázorněna přímo Martina Sáblíková, použitý motiv odkazoval k ní jakožto sportovkyni s největšími medailovými očekáváními z české výpravy. Po skončení ZOH, na kterých rychlobruslařka získala dvě zlaté a jednu bronzovou medaili, vydalo MPO 24. března 2010 poštovní známku č. 629 (Zlaté medaile XXI. ZOH) od stejných autorů s motivem dívčích rukou držících zlatou medaili a nápisem MARTINA SÁBLÍKOVÁ, ZLATÉ MEDAILE. Společně se známkou o nominální hodnotě 10 Kč vyšla také obálka prvního dne vydání a příležitostné razítko.
V roce 2010 vydalo brněnské nakladatelství Jota knihu Romana Streichsbiera Martina Sáblíková : zázrak na bruslích, popisující zejména sportovní kariéru Sáblíkové. Se Streichsbierem, který o ní jako sportovní novinář psal již od počátku tisíciletí, se na ní podílel i trenér Petr Novák. Druhá kniha s názvem Martina Sáblíková : sama proti času vyšla v nakladatelství Mladá fronta roku 2013. Oproti předchozí je převážně autobiografická, s autorkou Radkou Červinkovou spolupracovala sama rychlobruslařka.
Režisér David Bonaventura natočil o Sáblíkové dokumentární film Sama proti času, který měl v kinech premiéru v prosinci 2013. V březnu 2025 byl zveřejněn dokumentární film Martina Sáblíková: Za hranice vítězství v produkci společnosti acproduction.